# Bill Parry
William Parry (Coventry, 3 de julho de 1934 – Marton, Warwickshire, 20 de agosto de 2006) foi um matemático britânico, que trabalhou com sistemas dinâmicos e teoria ergódica.
Obteve um doutorado orientado por Yael Dowker.
Foi palestrante convidado do Congresso Internacional de Matemáticos em Nice (1970: Ergodic theory of G-spaces). Em 1984 foi eleito fellow da Royal Society.

## Obras
- Entropy and generators in ergodic theory, Benjamin 1969
- com Selim Tuncel: Classification problems in ergodic theory, Cambridge University Press 1982
- com Mark Pollicott: Zeta functions and the periodic orbit structure of hyperbolic dynamics, Societé Mathématique de France, 1990
- Topics in ergodic theory, Cambridge University Press 1981
- Intrinsic Markov chains, Trans. Amer. Math. Soc. 112 (1964), 55-66